# Třída Floréal
Třída Floréal je třída fregat francouzského námořnictva určených k operacím v oblastech s malým rizikem vojenského konfliktu, k hlídkování a službě v zámoří. Francouzi je označují jako Fregates de Surveillance. Třída se skládá ze šesti jednotek – Floréal, Prairial, Nivôse, Ventôse, Vendémiaire a Germinal. Další dvě fregaty zakoupilo též marocké královské námořnictvo. Nesou jména Mohammed V a Hassan II. Všechny jsou stále v aktivní službě.

## Stavba
Všech šest fregat pro Francii postavila civilní loděnice Chantiers de l'Atlantique v Saint-Nazaire. Vojenské vybavení poté instaloval Arsenal de Lorient. První tři jednotky byly dodány v roce 1992, dvě další v roce 1993 a poslední v roce následujícím. Loděnice Chantiers de l'Atlantique později dodala i obě fregaty pro Maroko.
Jednotky třídy Floréal:
| Jméno              | Uživatel | Spuštěna | Vstup do služby | Status  |
| ------------------ | -------- | -------- | --------------- | ------- |
| Floréal (F730)     | Francie  | 1990     | 27. května 1992 | aktivní |
| Prairial (F731)    | Francie  | 1991     | 20. května 1992 | aktivní |
| Nivôse (F732)      | Francie  | 1991     | 15. října 1992  | aktivní |
| Ventôse (F733)     | Francie  | 1992     | 20. dubna 1993  | aktivní |
| Vendémiaire (F734) | Francie  | 1992     | 20. října 1993  | aktivní |
| Germinal (F735)    | Francie  | 1993     | 17. května 1994 | aktivní |
| Mohammed V (611)   | Maroko   | 2001     | 12. března 2002 | aktivní |
| Hassan II (612)    | Maroko   | 2001     | 25. února 2003  | aktivní |

## Konstrukce

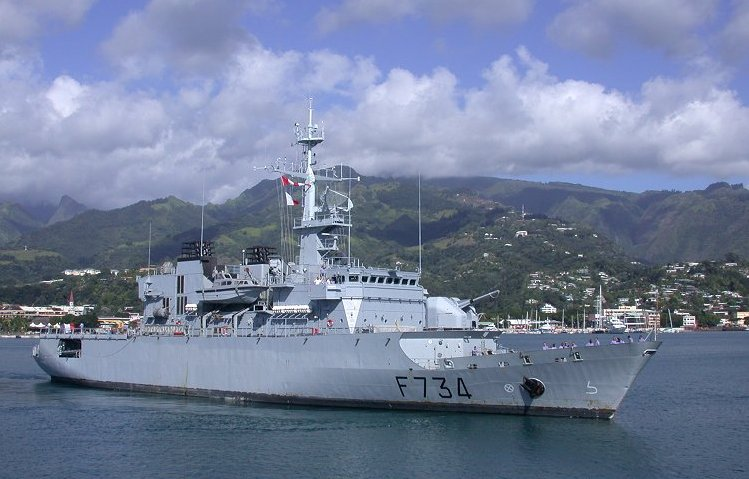
Vendémiaire (F734)

Posádku tvoří 80 mužů. Na palubě je též prostor pro výsadek 24 mariňáků. Fregaty této třídy nesou jen lehkou výzbroj. V dělové věži na přídi je umístěn 100mm kanón Creusot-Loire o délce hlavně 55 ráží (marocké fregaty nesou italský 76mm kanón OTO Melara). Lehkou hlavňovou výzbroj tvoří dva 20mm kanóny GIAT 20 F2 na střeše hangáru. Na střeše nástavby jsou dva kontejnery nesoucí protilodní střely MM40 Exocet. Nenesou žádnou protiponorkovou výzbroj ani sonar. Na zádi je přistávací paluba a hangár pro jeden vrtulník. Lodě pohánějí čtyři diesely SEMT-Pielstick 6PA6 L280 BTC. Maximální rychlost je 20 uzlů. Dosah je 9000 námořních mil při rychlosti 15 uzlů.

## Služba
V červnu 2025 fregata Floréal sloužila k testování vyčkávací munice od francouzské společnosti FLY-R.